# Целерин
Целерин (лат. Celerinus) — политический деятель второй половины III века (при императоре Валериане).
Предположительно занимал должность Praefectus Urbi в 256 году н. э. Однако в Хронографе 354 года не значит, согласно этому источнику в 256 году эту должность занимал Нумний Альбин (лат. Numnius Albinus). Поэтому, возможно, Целерин был префектом Рима непродолжительное время.
Известен из «Римской Мартирологии» (лат. Martyrologium Romanum), согласно которой, 22 ноября, по его приказу был замучен Св. Мавр, который приехал из Африки к могилам апостолов.